# Мас-спектроскопія
Мас-спектроскопія (рос. масс-спектроскопия, англ. mass spectroscopy; нім. Massenspektroskopie f, Massenspektrometrie f) — метод дослідження та аналіз речовини, який базується на іонізації атомів та молекул, які входять до складу проби, та реєстрації спектра мас йонів, які виникають. Вивчення систем з використанням процесів утворення газових йонів, без або з їх фрагментацією, які характеризуються співвідношенням маса/заряд та складом.

## Загальний опис
Проба піддається іонізації в джерелі йонів. Пучок виниклих йонів розділяється в мас-спектрометрі, наприклад, під дією постійного магнітного або змінного електромагнітного поля. М-с. відрізняється високими аналітичними якостями. Відносне стандартне відхилення досягає 10–3 –10–4, границі виявлення 10–2–10–15 г і 10–4–10–8%. Галузі застосування М-с.: ізотопний аналіз у геохімії, коксохімії, геології (наприклад, при визначенні віку гірських порід), молекулярний аналіз органічних речовин, включаючи нафту та нафтопродукти тощо.

## Дотичні поняття
- Асоціативна йонізація — у мас-спектрометрії — процес, коли два збуджені атоми або складніші молекулярні частинки взаємодіють з утворенням, завдяки достатній сумарній внутрішній енергії, одного йонного продукту приєднання.
- Асоціативна комбінація — у мас-спектрометрії: реакція йона (довільного) з нейтральною частинкою з утворенням однієї зарядженої частинки.
- Мас-спектр — спектр, що відображає розділення пучка йонів за їхнім відношенням маса/заряд. На ньому присутність частинок з різними масами проявляється у вигляді ряду вузьких, розділених піків. Положення піків по осі Х вказує на маси частинок, а інтенсивність — відносний вміст частинок. (Див. масовий аналіз)
- Адитивність мас-спектрів — ситуація, коли кожна хімічна форма з певним парціальним тиском в йонному джерелі вносить у повний мас-спектр такий самий внесок, який би вона вносила, якби була єдиною хімічною формою в цьому джерелі при тому ж парціальному тискові.